# 龍田紡績
龍田紡績株式会社（たつたぼうせき）は兵庫県姫路市東延末に本社を置く紡績会社である。1901年（明治34年）創業。「タツボー」とも称する。

## 会社概要
綿糸・テキスタイルの生産を行う企業である。特にニットではその名を知られていた。また子会社を通じて、セラミック製品の製造・販売及び不動産事業も手掛けている。
かつて綿糸では、一時国内随一クラスの業績を誇ったこともあり、関西地区などを中心に多数生産拠点を置いていた。その後合成繊維への生産移行や合理化が遅れたことにより、その後本社工場を含めて、その殆どが閉鎖された。現在は1975年（昭和50年）に竣工した熊本県上益城郡に所在する熊本工場のみで製品が生産されている。ただし市川工場の跡地は太陽光発電用地に転用された。

## 沿革
同社の前身は1901年（明治34年）10月に龍田兼也が兵庫県飾磨郡荒川村井ノ口（現・姫路市井ノ口）に創業した龍田織物工場である。1910年（明治43年）3月この工場は兵庫県飾磨郡手柄村延末（現・姫路市延末）へ移転した。
1922年（大正11年）10月には紡機4,176台を導入して綿紡績に参入、合資会社龍田紡織工場へと改組した。
現在の名前である龍田紡績株式会社として設立されたのは1937年3月のことである。
1941年（昭和16年）12月、海軍省管理工場として航空機用絹パッキングを生産するようになり、1943年（昭和18年）5月には龍田工業株式会社と社名変更した。  
1945年（昭和20年）7月、米軍の空襲で工場は全焼した。その翌年1946年（昭和21年）5月には社名をもとの龍田紡績株式会社に戻している。綿紡績は1949年（昭和24年）には約1万錘を復活、1951年（昭和26年）12月時点では更に31,048錘に増設されていた。1954年（昭和29年）12月にはコーマー設備が新設され、コーマー綿糸の紡出が開始された。 
さらに1955年（昭和30年）12月、兼屋綿布株式会社綿紡績工場5,040錘を買収して自社の岸和田工場とした。
1957年（昭和32年）7月には本社第二工場を建設。同年には綿・ポリエステル混紡糸の紡出を開始している。
1963年（昭和38年）12月、姫路市花田町に市川工場が建設され、仮撚機10台が設置された。
同年、クラレと提携してニット生地の編み立てに進出。ニット生地に合繊混紡の先染め糸を使用した収益性の高い商品が、大いに業績を高め、1990年代初め頃のニット用ポリエステル綿混糸のシェアは20%近くあった。
1974年（昭和49年）5月、市川工場をポリエステル仮撚工場から紡績工場に転換。市川工場は設備規模8,000錘、月産120トン（660梱）と小規模ながら、トレーニングウェア向けなどのトップ染め杢糸を生産して海外などからの高評価を得ていた。
1975年（昭和50年）、当時最新鋭の熊本工場を熊本県上益城郡御船町に建設した。熊本工場は28,112錘の規模で、月産390トン（2150梱）、1988年に増設した6,912錘の設備は当時の社長・龍田信也曰く「紡績技術の粋を集めた」もので、1シフトを3人の管理者で操業する完全自動化システム、年間操業342日に達し「省人化の限度近くまで合理化した自慢の工場」だった。この超近代化紡績設備は1992年（平成4年）に更に5,184錘が増設された。
1978年（昭和53年）9月、岸和田工場を閉鎖し紡績設備12,400錘を本社工場へ移設、本社工場の6,800錘を熊本工場へ移設。これ以降更に工場の閉鎖が続く。1994年（平成6年）3月には、市川工場が、2001年（平成13年）1月には本社工場が閉鎖された。この2か所はかつて綿織物・綿紡績の盛んだった姫路で最後まで残っていた綿紡績工場だった。 
1999年（平成11年）8月、東京都中央区日本橋に東京事務所を開設。 2008年（平成20年）1月、兵庫県姫路市東延末に本社事務所が竣工した。 